# Heteroscyphus combinatus
Heteroscyphus combinatus là một loài rêu tản trong họ Geocalycaceae. Loài này được (Nees) Schiffner miêu tả khoa học lần đầu tiên năm 1910.